# EA Black Box
EA Black Box — канадская компания, занимающаяся разработкой компьютерных игр. Дочернее предприятие Electronic Arts. Штаб-квартира расположена в городе Бернаби, Канада. Ранее была известна под названием Black Box Games.

## История компании
Компания основана в 1998 году бывшими сотрудниками Radical Entertainment, носила название Black Box Games. Офис располагался в Ванкувере, Британская Колумбия, Канада.
В июне 2002 года, компания стала дочерней компанией Electronic Arts, название компании было изменено на EA Black Box. В 2008 году было объявлено, в рамках всеобщей реструктуризации основной компании, о перемещении офиса Black Box из Ванкувера в Бернаби, в одно здание с подразделением EA Canada.
Основной специализацией компании является разработка гоночных игр серии Need for Speed.
В июле 2012 года EA Black Box была переименована в Quicklime Games во время разработки компьютерной игры Need for Speed: World

## Разработанные игры
| Название                      | Дата выхода | Платформы                                                                       |
| ----------------------------- | ----------- | ------------------------------------------------------------------------------- |
| NHL 2K                        | 2000        | Dreamcast                                                                       |
| NASCAR 2001                   | 2000        | PlayStation, PlayStation 2                                                      |
| NHL Hitz 20-02                | 2001        | GameCube, PlayStation 2, Xbox                                                   |
| Sega Soccer Slam              | 2002        | GameCube, PlayStation 2, Xbox                                                   |
| NHL Hitz 20-03                | 2002        | GameCube, PlayStation 2, Xbox                                                   |
| Need for Speed: Hot Pursuit 2 | 2002        | PlayStation 2                                                                   |
| NHL 2004                      | 2003        | GameCube, PlayStation 2, Xbox                                                   |
| Need for Speed: Underground   | 2003        | Microsoft Windows, GameCube, PlayStation 2, Xbox                                |
| NHL 2005                      | 2004        | GameCube, PlayStation 2, Xbox                                                   |
| Need for Speed: Underground 2 | 2004        | Microsoft Windows, GameCube, PlayStation 2, Xbox                                |
| Need for Speed: Most Wanted   | 2005        | Microsoft Windows, PlayStation 2, Xbox, Xbox 360                                |
| Need for Speed: Carbon        | 2006        | Microsoft Windows, Macintosh, PlayStation 2, PlayStation 3, Wii, Xbox, Xbox 360 |
| Skate                         | 2007        | PlayStation 3, Xbox 360                                                         |
| Need for Speed: ProStreet     | 2007        | Microsoft Windows, PlayStation 2, PlayStation 3, Wii, Xbox 360                  |
| Need for Speed: Undercover    | 2008        | Microsoft Windows, PlayStation 2, PlayStation 3, Wii, Xbox 360                  |
| Skate It                      | 2008        | Wii                                                                             |
| Skate 2                       | 2009        | PlayStation 3, Xbox 360                                                         |
| Skate 3                       | 2010        | PlayStation 3, Xbox 360                                                         |
| Need for Speed World          | 2010        | Microsoft Windows                                                               |
| Need For Speed: The Run       | 2011        | Microsoft Windows, PlayStation 3, Xbox 360, Wii, Nintendo 3DS                   |

## Игровые движки
В играх компании использовались различные игровые движки.
Ряд игр серии Need for Speed построен на движке EA Graphics Library (EAGL). Black Box принимала участие в разработке и дальнейшем улучшении и поддержке движка.
Впервые в Need for Speed движок был задействован в части Hot Pursuit 2 (2002), затем на его основе были созданы Underground (2003) и Underground 2 (2004), Most Wanted (2005), Carbon (2006) и ProStreet (2007); также, согласно некоторым источникам, на этом движке работает Need for Speed: World 2010 года.
Heroic Driving Engine — другой игровой движок, применявшейся (и разработанный) Black Box. На этом движке, возможно, основанном на EAGL, была создана только одна игра — Need for Speed: Undercover 2008 года. Из интервью с разработчиками известно о новом, разработанном специально для игры, компоненте искусственного интеллекта; как и EAGL в Most Wanted и Carbon движок способен работать с открытыми локациями очень большого размера, создавая, таким образом, единый мир.
Последняя игра компании — Need for Speed: The Run (2011) — была сделана с использованием движка Frostbite 2, разработанного подразделением EA DICE.